# 德克斯特·索爾·安塞爾
德克斯特·索爾·安塞爾（2014年9月16日—），是英國童星。

## 早期和個人生活
他來自約克郡里茲，他是前測驗熱潮主持人黛比·金和流行歌劇團體G4 (樂團)歌手喬納森·安塞爾 (Jonathan Ansell) 的兒子。

## 職業
2016年1月到5月，他開始在英國肥皂劇《愛默戴爾》中扮演吉米金的兒子卡爾·霍利迪。
他在飢餓遊戲：鳴鳥與游蛇之歌中飾演年輕的史諾總統。他出現在劇集米德維奇杜鵑、第四台的情境喜劇提殼者和2023年恐怖電影The moor。

## 外部連結
- 德克斯特·索爾·安塞爾  （页面存档备份，存于）